# Lei da Gotalândia Oriental

Brasão da Gotalândia Oriental

A Lei da Gotalândia Oriental – em sueco Östgötalagen -  foi a lei provincial da Gotalândia Oriental. O texto foi escrito por volta de 1298 e era o código jurídico usado como lei na Gotalândia Oriental, assim como em parte da Småland e na ilha da Olândia, durante a última metade do século XIII.
Por volta de 1350, as leis provinciais foram substituídas por uma lei nacional – a Lei Nacional de Magnus Eriksson.